# Mariángel Ruiz
Mariángel Ruiz Torrealba  (Maracay, Venezuela, 1980. január 7. –) venezuelai modell, színésznő és műsorvezető.

## Élete és pályafutása
1980. január 7-én született Maracayban. 2002-ben megnyerte a Miss Venezuela szépségversenyt. 2003-ban 2. helyezett lett a Miss Universe szépségversenyen.

## Magánélete
2006-ban hozzáment Tony Álvarezhez. Született egy lányuk: Mariángel Victoria. 2008-ban elváltak.

## Filmográfia
- Bailando con las Estrellas (2005)
- Portada's (2005)
- Cosita Rica (2003) .... Alegria Mendez
- Que Locura (2003)
- La viuda joven (2011) .... Inmaculada 'Inma' Rojas Vda. de Von Parker
- Corazón Esmeralda (2014) .... Marina Lozano / María Victoria Jiménez